# Eagle Sam
Eagle Sam (jap. イーグルサム, Īguru Samu) war das Maskottchen der Olympischen Sommerspiele 1984 in Los Angeles sowie eine darauf basierende Anime-Fernsehserie, die im Jahr vor den Spielen in Japan gezeigt wurde. Sam ist ein Weißkopfseeadler, ein nationales Symbol der Vereinigten Staaten, und repräsentiert das olympische Motto „Citius, altius, fortius“.

## Entstehung der Figur, Verwendung des Maskottchens
Das Organisationskomitee LAOOC nahm Kontakt zu den Animations- und Filmstudios der Stadt auf, aus denen schließlich Walt Disney ausgewählt wurde. Zunächst betrachtete Ideen, typische Elemente der Region – Sonne, Palmen und Robben – aufzugreifen wurden verworfen. Auch der Bär als Wappentier Kaliforniens schied aus, da vier Jahre zuvor schon der Bär Mischa Maskottchen der Spiele in Moskau war. So fiel die Wahl schließlich auf den Weißkopfseeadler als Symbol der USA. Der Entwurf für Sam stammte von Robert C. Moore, dem Art Director des Publicity Art Department von Walt Disney Productions. Das Aussehen des Maskottchens war darauf ausgerichtet, auf Kinder anziehend zu wirken. Damit die Figur als Teilnehmer an den Wettkampfsportarten gezeichnet werden konnte, wurden die Flügel als Arme, die Federn als Finger gestaltet.
Das Maskottchen wurde nicht nur auf Bildern eingesetzt, sondern auch als lebensgroßes Kostüm bei Veranstaltungen getragen. Außerdem erschienen vielfältige Merchandising-Produkte wie Plüschtiere, Tassen und T-shirts.

## Inhalt der Serie
In Olympic Town lebt der Detektiv Sam, der eines Tages in einen Adler verwandelt wird. Gemeinsam mit seiner Assistentin Miss Canary und dessen Bruder Gooselan, kämpft er nun nicht mehr nur gegen Korruption in der Polizei, sondern auch dafür seine menschliche Form zurückzubekommen. Dabei reist er um die Welt und löst Kriminalfälle. Dabei hilft ihm immer wieder sein Hut, aus dem er allerlei nützliche Dinge ziehen kann. Oft sind das glühende olympische Ringe, die ihm das Selbstvertrauen geben, ein Problem zu lösen.

## Produktion und Veröffentlichung
Die Serie wurde 1983 vom Studio Dax International unter der Regie von Hideo Nishimaki und Kenji Kodama produziert. Sie war die zweite zu einem olympischen Maskottchen, nachdem sich bereits Koguma no Misha von 1979 um das der Spiele in Moskau gedreht hatte. Auf Grundlage des Designs von Moore entwickelte Yoshio Kabashima das Charakterdesign für die Fernsehserie. Als Vorlage für die Olympic Town diente Los Angeles, Ort der Spiele von 1984, bis hin zu den Uniformen der Polizei. Die 51 Folgen des Animes wurden vom 7. April 1983 bis zum 29. März 1984 von TBS gezeigt.

### Synchronsprecher
| Rolle              | Japanische Stimme (Seiyū) |
| ------------------ | ------------------------- |
| Sam                | Keiko Yamamoto            |
| Canary Carina      | Keiko Han                 |
| Gooselan/Guzuran   | Fuyumi Shiraishi          |
| Officer Bogey      | Hiroshi Masuoka           |
| Marshall Albatross | Masashi Amenomori         |
| Mr. Pelican        | Kōichi Kitamura           |

### Musik
Die Musik zur Serie komponierte Harumi Ibu. Die Vor- und Abspannlieder stammen von den Eagles: Für die Vorspanne verwendete man die Lieder Eagle Sam no March und Jōnetsu Forever, die Abspanne wurden unterlegt mit Hashire! Goin' Boy und Nijiiro I Love You.